# Lutas nos Jogos Olímpicos de Verão de 2024 - Greco-romana até 60 kg masculino
A categoria greco-romana até 60 kg masculino das lutas nos Jogos Olímpicos de Verão de 2024 foi realizada no Grand Palais Éphémère em Paris, França, em 5 e 6 de agosto de 2024. Um total de 17 lutadores, cada um representando um Comitê Olímpico Nacional (CON), participaram do evento.

## Qualificação
Dezesseis vagas de cota estavam disponíveis, com cada CON restrito a no máximo uma vaga. Foram atribuídas cinco vagas no Campeonato Mundial de Luta de 2023, entre 16 e 24 de setembro em Belgrado, na Sérvia. Os finalistas de cada categoria nos quatro torneios de qualificação continentais (Ásia, Europa, Américas e o combinado África e Oceania) também receberam vagas de cota. O restante das vagas foi alocado no Torneio de Qualificação Olímpica de 2024, oferecendo um mínimo de três cotas.
Uma vaga adicional foi atribuída para a Equipe Olímpica de Refugiados, totalizando 17 competidores no evento.

## Calendário
Horário local (UTC+2)
| Data                | Horário | Fase                |
| ------------------- | ------- | ------------------- |
| 5 de agosto de 2024 | 15:00   | Fases eliminatórias |
| 5 de agosto de 2024 | 21:00   | Semifinais          |
| 6 de agosto de 2024 | 11:00   | Repescagem          |
| 6 de agosto de 2024 | 19:30   | Finais              |

## Medalhistas
| Ouro   | JPN Kenichiro Fumita                     |
| Prata  | CHN Cao Liguo                            |
| Bronze | KGZ Zholaman Sharshenbekov PRK Ri Se-ung |

## Resultados
A competição foi realizada em dois dias até a definição dos medalhistas:
Legenda
- F — Vitória por queda.

### Final
|  | Final                |                      |   |
|  |                      |                      |   |
|  | JPN Kenichiro Fumita | JPN Kenichiro Fumita | 4 |
|  | CHN Cao Liguo        | CHN Cao Liguo        | 1 |

### Chave superior
|  | Qualificatórias | Qualificatórias | Qualificatórias |  |  | Oitavas de final           | Oitavas de final           | Oitavas de final     |   |                            | Quartas de final           | Quartas de final           | Quartas de final |  |  | Semifinais | Semifinais | Semifinais |
|  |                 |                 |                 |  |  |                            |                            |                      |   |                            |                            |                            |                  |  |  |            |            |            |
|  |                 |                 |                 |  |  |                            |                            |                      |   |                            |                            |                            |                  |  |  |            |            |            |
|  |                 |                 |                 |  |  | KGZ Zholaman Sharshenbekov | KGZ Zholaman Sharshenbekov | 6                    |   |                            |                            |                            |                  |  |  |            |            |            |
|  |                 |                 |                 |  |  | KAZ Aidos Sultangali       | KAZ Aidos Sultangali       | 3                    |   |                            |                            |                            |                  |  |  |            |            |            |
|  |                 |                 |                 |  |  |                            |                            |                      |   | KGZ Zholaman Sharshenbekov | KGZ Zholaman Sharshenbekov | 9                          |                  |  |  |            |            |            |
|  |                 |                 |                 |  |  |                            | ROU Răzvan Arnăut          | ROU Răzvan Arnăut    | 0 |                            |                            |                            |                  |  |  |            |            |            |
|  |                 |                 |                 |  |  | TUR Enes Başar             | TUR Enes Başar             | 2                    |   |                            |                            |                            |                  |  |  |            |            |            |
|  |                 |                 |                 |  |  | ROU Răzvan Arnăut          | ROU Răzvan Arnăut          | 4                    |   |                            |                            |                            |                  |  |  |            |            |            |
|  |                 |                 |                 |  |  |                            |                            |                      |   |                            | KGZ Zholaman Sharshenbekov | KGZ Zholaman Sharshenbekov | 3                |  |  |            |            |            |
|  |                 |                 |                 |  |  |                            | JPN Kenichiro Fumita       | JPN Kenichiro Fumita | 4 |                            |                            |                            |                  |  |  |            |            |            |
|  |                 |                 |                 |  |  | IRI Mehdi Mohsennejad      | IRI Mehdi Mohsennejad      | 9                    |   |                            |                            |                            |                  |  |  |            |            |            |
|  |                 |                 |                 |  |  | ALG Abdelkarim Fergat      | ALG Abdelkarim Fergat      | 0                    |   |                            |                            |                            |                  |  |  |            |            |            |
|  |                 |                 |                 |  |  |                            |                            |                      |   | IRI Mehdi Mohsennejad      | IRI Mehdi Mohsennejad      | 0                          |                  |  |  |            |            |            |
|  |                 |                 |                 |  |  |                            | JPN Kenichiro Fumita       | JPN Kenichiro Fumita | 9 |                            |                            |                            |                  |  |  |            |            |            |
|  |                 |                 |                 |  |  | CUB Kevin de Armas         | CUB Kevin de Armas         | 1                    |   |                            |                            |                            |                  |  |  |            |            |            |
|  |                 |                 |                 |  |  | JPN Kenichiro Fumita       | JPN Kenichiro Fumita       | 11                   |   |                            |                            |                            |                  |  |  |            |            |            |
|  |                 |                 |                 |  |  |                            |                            |                      |   |                            |                            |                            |                  |  |  |            |            |            |

### Chave inferior
|  | Qualificatórias | Qualificatórias | Qualificatórias |  |  | Oitavas de final         | Oitavas de final         | Oitavas de final       |   |                      | Quartas de final     | Quartas de final | Quartas de final |  |  | Semifinais | Semifinais | Semifinais |
|  |                 |                 |                 |  |  |                          |                          |                        |   |                      |                      |                  |                  |  |  |            |            |            |
|  |                 |                 |                 |  |  |                          |                          |                        |   |                      |                      |                  |                  |  |  |            |            |            |
|  |                 |                 |                 |  |  | MDA Victor Ciobanu       | MDA Victor Ciobanu       | 3                      |   |                      |                      |                  |                  |  |  |            |            |            |
|  |                 |                 |                 |  |  | PRK Ri Se-ung            | PRK Ri Se-ung            | 10F                    |   |                      |                      |                  |                  |  |  |            |            |            |
|  |                 |                 |                 |  |  |                          |                          |                        |   | PRK Ri Se-ung        | PRK Ri Se-ung        | 9                |                  |  |  |            |            |            |
|  |                 |                 |                 |  |  |                          | UZB Islomjon Bakhromov   | UZB Islomjon Bakhromov | 0 |                      |                      |                  |                  |  |  |            |            |            |
|  |                 |                 |                 |  |  | EOR Jamal Valizadeh      | EOR Jamal Valizadeh      | 0                      |   |                      |                      |                  |                  |  |  |            |            |            |
|  |                 |                 |                 |  |  | UZB Islomjon Bakhromov   | UZB Islomjon Bakhromov   | 9                      |   |                      |                      |                  |                  |  |  |            |            |            |
|  |                 |                 |                 |  |  |                          |                          |                        |   |                      | PRK Ri Se-ung        | PRK Ri Se-ung    | 3                |  |  |            |            |            |
|  |                 |                 |                 |  |  |                          | CHN Cao Liguo            | CHN Cao Liguo          | 3 |                      |                      |                  |                  |  |  |            |            |            |
|  |                 |                 |                 |  |  | VEN Raiber Rodríguez     | VEN Raiber Rodríguez     | 6                      |   |                      |                      |                  |                  |  |  |            |            |            |
|  |                 |                 |                 |  |  | AZE Murad Mammadov       | AZE Murad Mammadov       | 5                      |   |                      |                      |                  |                  |  |  |            |            |            |
|  |                 |                 |                 |  |  |                          |                          |                        |   | VEN Raiber Rodríguez | VEN Raiber Rodríguez | 3                |                  |  |  |            |            |            |
|  |                 |                 |                 |  |  |                          | CHN Cao Liguo            | CHN Cao Liguo          | 5 |                      |                      |                  |                  |  |  |            |            |            |
|  |                 |                 |                 |  |  | EGY Moamen Ahmed Mohamed | EGY Moamen Ahmed Mohamed | 2                      |   |                      |                      |                  |                  |  |  |            |            |            |
|  |                 |                 |                 |  |  | CHN Cao Liguo            | CHN Cao Liguo            | 6                      |   |                      |                      |                  |                  |  |  |            |            |            |
|  |                 |                 |                 |  |  |                          |                          |                        |   |                      |                      |                  |                  |  |  |            |            |            |

### Repescagem
|  | Repescagem               | Repescagem               | Repescagem |  | Disputa pelo bronze        | Disputa pelo bronze        | Disputa pelo bronze |  |  |  |  |
|  |                          |                          |            |  |                            |                            |                     |  |  |  |  |
|  | CUB Kevin de Armas       | CUB Kevin de Armas       | 1          |  | IRI Mehdi Mohsennejad      | IRI Mehdi Mohsennejad      | 1                   |  |  |  |  |
|  | IRI Mehdi Mohsennejad    | IRI Mehdi Mohsennejad    | 10         |  | KGZ Zholaman Sharshenbekov | KGZ Zholaman Sharshenbekov | 3                   |  |  |  |  |
|  |                          |                          |            |  |                            |                            |                     |  |  |  |  |
|  | EGY Moamen Ahmed Mohamed | EGY Moamen Ahmed Mohamed | 1          |  | VEN Raiber Rodríguez       | VEN Raiber Rodríguez       | 0                   |  |  |  |  |
|  | VEN Raiber Rodríguez     | VEN Raiber Rodríguez     | 12         |  | PRK Ri Se-ung              | PRK Ri Se-ung              | 8                   |  |  |  |  |